# Michèle Morgan
Michèle Morgan (phát âm [miʃɛl mɔʁɡan]; ngày 29 tháng 2 năm 1920 - ngày 20 tháng 12 năm 2016) là một diễn viên hàng đầu của điện ảnh Pháp trong ba thập niên từ 1940-1960.

## Danh mục phim chọn lọc
| Năm  | Tên phim                          | Vai diễn                             | Đạo diễn                                                             | Ghi chú                                       |
| ---- | --------------------------------- | ------------------------------------ | -------------------------------------------------------------------- | --------------------------------------------- |
| 1935 | Mademoiselle Mozart               | the trainer of the white elefant     | Yvan Noé                                                             | credited as Simone Morgan                     |
| 1937 | Gribouille                        | Nathalie Roguin                      | Marc Allégret                                                        | remade as The Lady in Question in 1940        |
| 1938 | Orage                             | Françoise Massart                    | Marc Allégret                                                        | with Charles Boyer                            |
| 1938 | Port of Shadows                   | Nelly                                | Marcel Carné                                                         | with Jean Gabin                               |
| 1938 | Nightclub Hostess                 | Suzy                                 | Albert Valentin                                                      | written by Charles Spaak                      |
| 1939 | Coral Reefs                       | Lilian White                         | Maurice Gleize                                                       | with Jean Gabin                               |
| 1939 | Musicians of the Sky              | Lieutnant Saulnier                   | Georges Lacombe                                                      | with Michel Simon                             |
| 1940 | Stormy Waters                     | Catherine                            | Jean Grémillon                                                       | based on a novel by Roger Vercel              |
| 1940 | The Heart of a Nation             | Marie Froment-Léonard                | Julien Duvivier                                                      | with Raimu                                    |
| 1941 | My Life with Caroline             | "Annette" (uncredited)               | Lewis Milestone                                                      | written by John Van Druten                    |
| 1942 | La Loi du nord                    | Jacqueline Bert                      | Jacques Feyder                                                       | based on a novel by Maurice Constantin-Weyer  |
| 1942 | Joan of Paris                     | Jeanne                               | Robert Stevenson                                                     | with Paul Henreid                             |
| 1943 | Two Tickets to London             | Jeanne                               | Edwin L. Marin                                                       | with Alan Curtis                              |
| 1943 | Higher and Higher                 | Millie Pico alias Paméla Drake       | Tim Whelan                                                           | Frank Sinatra's film debut                    |
| 1944 | Passage to Marseille              | Paula                                | Michael Curtiz                                                       | with Humphrey Bogart                          |
| 1946 | The Chase                         | Lorna Roman                          | Arthur Ripley                                                        | with Robert Cummings                          |
| 1946 | La Symphonie pastorale            | Gertrude (the young blind woman)     | Jean Delannoy                                                        | with Pierre Blanchar                          |
| 1947 | The Fallen Idol                   | Julie                                | Carol Reed                                                           | with Ralph Richardson                         |
| 1948 | To the Eyes of Memory             | Claire Magny                         | Jean Delannoy                                                        | with Jean Marais                              |
| 1949 | The Fighting Gladiator            | Fabiola                              | Alessandro Blasetti                                                  | with Henri Vidal                              |
| 1949 | Here Is the Beauty                | Jeanne Morel                         | Jean-Paul Le Chanois                                                 | based on a novel by Vicki Baum                |
| 1950 | The Glass Castle                  | Evelyne Lorin-Bertal                 | René Clément                                                         | two versions, one filmed in Italian           |
| 1950 | The Strange Madame X              | Irène Voisin-Larive                  | Jean Grémillon                                                       | with Henri Vidal                              |
| 1950 | The Naked Heart                   | Maria Chapdelaine                    | Marc Allégret                                                        | based on the novel by Louis Hémon             |
| 1951 | The Seven Deadly Sins             | Anne-Marie de Pallières              | Claude Autant-Lara                                                   | episode "Pride"                               |
| 1952 | The Moment of Truth               | Madeleine Richard                    | Jean Delannoy                                                        | with Jean Gabin                               |
| 1953 | The Proud and the Beautiful       | Nelly                                | Yves Allégret                                                        | with Gérard Philipe                           |
| 1954 | Love, Soldiers and Women          | Joan of Arc                          | Jean Delannoy                                                        | episode "Jeanne"                              |
| 1954 | Obsession                         | Hélène Giovanni                      | Jean Delannoy                                                        | based on a novel by Cornell Woolrich          |
| 1954 | Napoléon                          | Joséphine de Beauharnais             | Sacha Guitry                                                         | Daniel Gélin/Raymond Pellegrin as Napoléon    |
| 1955 | The Grand Maneuver                | Marie-Louise Rivière                 | René Clair                                                           | with Gérard Philipe                           |
| 1955 | Marguerite of the Night           | Marguerite                           | Claude Autant-Lara                                                   | with Yves Montand                             |
| 1955 | Marie Antoinette Queen of France  | Maria Antonia của Áo, Vương hậu Pháp | Jean Delannoy                                                        | with Richard Todd                             |
| 1955 | If Paris Were Told to Us          | Gabrielle d'Estrées                  | Sacha Guitry                                                         | portraying the mistress of Henry IV of France |
| 1956 | Oasis                             | Françoise Lignières                  | Yves Allégret                                                        | with Pierre Brasseur                          |
| 1957 | The Vintage                       | Léonne Morel                         | Jeffrey Hayden                                                       | with Mel Ferrer                               |
| 1957 | There's Always a Price Tag        | Hélène Fréminger                     | Denys de La Patellière                                               | with Daniel Gélin and Peter van Eyck          |
| 1958 | The Mirror Has Two Faces          | Marie-Josée Tardivet, Pierre's wife  | André Cayatte                                                        | with Bourvil và Ivan Desny                    |
| 1958 | Maxime                            | Jacqueline Monneron                  | Henri Verneuil                                                       | with Charles Boyer                            |
| 1958 | Girls for the Summer              | Micheline                            | Gianni Franciolini                                                   | comedy with Alberto Sordi                     |
| 1959 | Menschen im Hotel                 | La Grusinskaïa                       | Gottfried Reinhardt                                                  | with O. W. Fischer                            |
| 1959 | Winter Holidays                   | Steffa Tardier                       | Camillo Mastrocinque                                                 | with Georges Marchal                          |
| 1959 | The Wretches                      | Thelma Rooland                       | Robert Hossein                                                       | with Olivier Hussenot                         |
| 1959 | Why Do You Come So Late?          | Catherine Ferrer                     | Henri Decoin                                                         | with Henri Vidal                              |
| 1960 | Fortunat                          | Juliette Valcourt                    | Alex Joffé                                                           | title character played by Bourvil             |
| 1961 | Three Faces of Sin                | Renée Plège                          | François Villiers                                                    | with Jean-Claude Brialy                       |
| 1961 | The Lions Are Loose               | Cécile                               | Henri Verneuil                                                       | with Jean-Claude Brialy                       |
| 1962 | Landru                            | Célestine Buisson                    | Claude Chabrol                                                       | with Charles Denner                           |
| 1962 | Meetings                          | Bella Krastner                       | Philippe Agostini                                                    | with Gabriele Ferzetti                        |
| 1962 | Crime Does Not Pay                | Jeanne Hugues                        | Gérard Oury                                                          | episode "The Hugues Case"                     |
| 1962 | The Winner                        | as herself                           | François Reichenbach                                                 | Louis Delluc Prize, Golden Leopard            |
| 1963 | Be Careful Ladies                 | Denise Duparc                        | André Hunebelle                                                      | with Paul Meurisse                            |
| 1963 | Web of Fear                       | Constance                            | François Villiers                                                    | with Dany Saval                               |
| 1964 | Marked Eyes                       | Florence                             | Robert Hossein                                                       | starring the film's director                  |
| 1964 | The Last Steps                    | Yolande Simonet                      | Jacques Robin                                                        | with Jean-Louis Trintignant                   |
| 1964 | The Scapegoat                     | Princess Sofia                       | Duccio Tessari                                                       | based on a novel by Francesco Dall'Ongaro     |
| 1965 | Tell Me Whom to Kill              | Geneviève Montanet                   | Étienne Périer                                                       | with Paul Hubschmid                           |
| 1966 | Lost Command                      | the Countess of Clairfond            | Mark Robson                                                          | with Anthony Quinn                            |
| 1967 | La Bien-aimée                     | Fanny Dréal                          | Jacques Doniol-Valcroze                                              | TV film                                       |
| 1967 | The Diary of an Innocent Boy      | the Countess                         | Michel Deville                                                       | with Pierre Clémenti và Michel Piccoli        |
| 1975 | Cat and Mouse                     | Madame Richard                       | Claude Lelouch                                                       | with Serge Reggiani                           |
| 1986 | A Man and a Woman: 20 Years Later | a spectator                          | Claude Lelouch                                                       | uncredited                                    |
| 1986 | Le Tiroir secret                  | Colette Dutilleul-Lemarchand         | Édouard Molinaro, Roger Gillioz, Michel Boisrond, Nadine Trintignant | TV miniseries, 6 episodes                     |
| 1990 | Everybody's Fine                  | a woman in the train                 | Giuseppe Tornatore                                                   | with Marcello Mastroianni                     |